# Беатріс Аск
Ева Карін Беатріс Аск (нар. 20 квітня 1956 р.) — шведська політична діячка та феміністка, членкиня Помірної коаліційної партії. З 1988 також членкиня шведського Риксдагу комуни Стокгольму. З 1991 по 1994 роки Міністерка освіти, а з 2006 по 2014 рік — Міністерка юстиції Швеції.

## Біографія
Народилась у місті Свег, Ємтланд. У 1974 році закінчила навчатись у Акрон, США, а у 1976 році здобула середню загальну освіту в Швеції. З 1978 по 1979 вивчала міжнародну економіку в Упсальському університеті, але не закінчила Аск почала працювати в Помірній коаліційній партії та Помірній молодіжній лізі, ще до свого обрання першою жінкою директором молодіжної ліги у 1984 році. У 1986 була переобрана і займала дану посаду протягом ще двох років, перед тим як була обрана міською комісаркою, відповідальною за школи в міській раді Стокгольму.
Після виборів у 1991 році, коли Карл Більдт посів посаду Прем'єр-міністра, Беатріс Аск стала Міністеркою освіти. Разом з Пер Ункелем, Міністром науки, вони зайнялись перебудовою самої основи шведської системи освіти. Між іншим, було введено освітні ваучери, які дозволяли дітям вибирати незалежні школи без сплати будь-яких зборів.
Після програних виборів 1994 року Аск стала партійною представницею. З 1994 по 2006 рік вона була також членкинею шведського парламенту.
Коли Фредрік Райнфельдт очолив посаду прем'єр-міністра Швеції у 2006 році, Аск була призначена міністеркою юстиції. Вона є однією з небагатьох неюристів, які обіймають посаду міністра юстиції Швеції.
Беатріс Аск досить часто критикували численні газети та колеги-політики, особливо за її участь у зміні законодавства, яке регулює Національне оборонне радіоуправління Швеції, а також її пропозиція та пропозиція Анн Рамберг, голови Шведскої Організації Адвокатів, називаючи цю ідею «неприйнятним поглядом на людей. Це повернення до середньовічних часів». Після того, як шведська поліція зайнялась контролем громадян, які ухиляються від штрафів, Аск підтримала проєкт REVA і сприяла продовженню проведення перевірок іноземців у країні. Всесвітню увагу привернув лист про нещодавній суспільний розлад. Цей лист був скерований до Міністра юстиції Швеції, а його зміст було опубліковано у Нью-Йорк Таймс.
У січні 2014 року Аск поділилася посиланням у Facebook на сатиричну статтю про марихуану, завдяки якій у штаті Колорадо, США, загинуло 37 людей, і прив'язала її до свого антинаркотичного стенда як молодіжна політична діячкк. Її висміювали і критикували після даного поширення в соцмережах . Пізніше її прессекретарка повідомила газеті Aftonbladet, що Аск увесь час знала, що стаття є сатиричною.
Проте наприкінці свого перебування на посаді Міністра юстиції Асу була четвертою особою з 41, яка найдовше займала дану позицію. З 2009 по 2015 роки вона була другою заступницею голови Помірної коаліційної партії.

## Особисте життя
Має двох дітей: від політика Помірної коаліційної партії Крістера Г. Веннерхолм та від іншого чоловіка.